# Aeropuerto de Alderney
El Aeropuerto de Alderney  (en inglés: Alderney Airport) (IATA: ACI, ICAO: EGJA) es el único aeropuerto en la isla de Alderney parte del Bailiazgo de Guernsey. Construido en 1935, el aeropuerto de Alderney fue el primer aeropuerto en las Islas del Canal. Situado en la Blaye (1 milla náutica o 1,9 km; 1,2 millas al suroeste de St Anne), es el aeropuerto de las islas de canal más cercano a la costa sur de Inglaterra y la costa de Francia. Sus instalaciones incluyen un hangar , la estación de bomberos del aeropuerto y de bajo costo, instalaciones de reabastecimiento de combustible, entre otras. En 2014 el aeropuerto manejó 61.317 pasajeros y 6.183 movimientos totales, pero una crisis en el tráfico se ha observado en los últimos años .

## Aerolíneas y destinos
| Aerolíneas | Destinos              |
| ---------- | --------------------- |
| Aurigny    | Guernsey, Southampton |

## Estadísticas
Ver fuente y consulta Wikidata.